# Welterbe in Niger
Zum Welterbe in Niger gehören (Stand 2018) drei UNESCO-Welterbestätten, darunter eine Stätte des Weltkulturerbes und zwei Stätten des Weltnaturerbes. Niger ist der Welterbekonvention 1974 beigetreten, die erste Welterbestätte wurde 1991 in die Welterbeliste aufgenommen. Die bislang letzte Welterbestätte wurde 2013 eingetragen, eine Stätte steht auf der Roten Liste des gefährdeten Welterbes.

## Welterbestätten
Die folgende Tabelle listet die UNESCO-Welterbestätten in Niger in chronologischer Reihenfolge nach dem Jahr ihrer Aufnahme in die Welterbeliste (K – Kulturerbe, N – Naturerbe, K/N – gemischt, (G) – auf der Liste des gefährdeten Welterbes).
| Bild                                | Bezeichnung                         | Jahr | Typ   | Ref. | Beschreibung |
| ----------------------------------- | ----------------------------------- | ---- | ----- | ---- | --- |
| Naturreservate Aïr und Ténéré       | Naturreservate Aïr und Ténéré       | 1991 | N (G) | 573  | umfasst vielfältige, trockene Landschaftsformen, die von der sandigen Ténéré-Wüste und dem felsigen Aïr-Gebirge geprägt werden. Eine zusätzliche Auszeichnung als Kulturerbestätte steht auf der Tentativliste (Ref. 5055). |
| Nationalparkkomplex W-Arly-Pendjari | Nationalparkkomplex W-Arly-Pendjari | 1996 | N     | 749  | Umfasste ursprünglich den in Niger gelegenen Teil des Nationalparks W, der grenzübergreifend in Benin, Burkina Faso und Niger liegt. 2017 wurde das Naturerbe durch Aufnahme von Gebieten in Benin und Burkina Faso zum Nationalparkkomplex W-Arly-Pendjari erweitert. Eine zusätzliche Auszeichnung des Nationalparks W als Kulturerbestätte steht auf der Tentativliste (Ref. 5054). |
| Historisches Zentrum von Agadez     | Historisches Zentrum von Agadez     | 2013 | K     | 1268 | Historischer Stadtkern der Stadt Agadez |

## Tentativliste
In der Tentativliste sind die Stätten eingetragen, die für eine Nominierung zur Aufnahme in die Welterbeliste vorgesehen sind.
Derzeit (2018) sind 19 Stätten in der Tentativliste von Niger eingetragen, die letzte Eintragung erfolgte 2018. Die folgende Tabelle listet die Stätten in chronologischer Reihenfolge nach dem Jahr ihrer Aufnahme in die Tentativliste.
| Bild                                          | Bezeichnung                                                         | Jahr | Typ | Ref. | Beschreibung |
| --------------------------------------------- | ------------------------------------------------------------------- | ---- | --- | ---- | --- |
| Sultanspalast (weitere Bilder)                | Altstadt von Zinder, das Stadtviertel Birni und das Sultanat (Lage) | 2006 | K   | 5040 | Birni ist der historische Stadtkern der Stadt Zinder. Das Stadtviertel wurde über großen Granit-Formationen errichtet und ist von dekorreicher Hausa-Architektur geprägt. Von der einst massiven Stadtmauer um das Viertel sind Reste erhalten. Der im Zentrum von Birni gelegene Sultanspalast von Zinder wurde von 1850 bis 1852 unter Ténimoun dan Sélimane erbaut. |
| (weitere Bilder)                              | Palast des Zarmakoye in Dosso (Lage)                                | 2006 | K   | 5041 | Die Zarmakoye sind bedeutende traditionelle Herrscher der Zarma. Seit 2010 trägt der amtierende Herrscher den Titel Sultan. Der Palast des Zarmakoye in der Stadt Dosso wurde 1904 erbaut. In der von einer Mauer umgebenen Anlage befinden sich die Gräber der Herrscher und der Dey Zarmakoye, der alte „Brunnen der Zarmakoye“.                                     |
| Lehmmoscheen in der Region Tahoua             | Lehmmoscheen in der Region Tahoua                                   | 2006 | K   | 5042 | Die zwischen den 1960er und 1980er Jahren erbauten Moscheen in der Region Tahoua sind Werke des autodidaktischen Architekten Falké Barmou und seines Schülers Elhadj Habou. Der bedeutendste der von traditioneller Hausa-Architektur beeinflussten Lehmbauten ist die Große Moschee von Yama in Badaguichiri.                                                         |
| Kulturrouten der Sahara-Wüste: die Salzstraße | Kulturrouten der Sahara-Wüste: die Salzstraße                       | 2006 | K   | 5043 | Die West-Ost-Route wird von den Salzkarawanen in der Sahara genutzt. Sie beginnt im Hochgebirge Aïr, führt über den Arbre du Ténéré durch die Sandwüste Ténéré und endet bei den Salinen in der Oase Bilma im Kaouar-Tal. Um die zwischen 1200 und 1500 Kilometer lange und gefährliche Strecke zurückzulegen, benötigen die Karawanen etwa 35 Tage.                   |
| Plateau und kleines Fort von Djado            | Plateau und kleines Fort von Djado                                  | 2006 | K   | 5044 | Das hyperaride Plateau von Djado liegt in einem der unzugänglichsten Gebieten der zentralen Sahara auf dem Gebiet der Landgemeinde Djado. Hier befinden sich zahlreiche Sahara-Felsbilder. Festungsruinen aus Trockenmauern und Lehm verweisen auf die Zivilisationen der Garamanten, Libu-Berber und Tubu während der Austrocknung der Sahara.                        |
|                                               | Archäologische Fundstätte Bura                                      | 2006 | K   | 5045 | Die archäologische Fundstätte Bura befindet sich rund 150 Kilometer nordwestlich von Niamey. Sie umfasst eine Nekropole, die zwischen dem 3. und dem 13. Jahrhundert genutzt und 1975 entdeckt wurde, sowie Kultplätze und Siedlungsspuren. Typisch für die Kultur von Bura sind anthropomorphe Statuetten.                                                            |
| (weitere Bilder)                              | Lougou                                                              | 2006 | K   | 5046 | Das Dorf Lougou im Departement Dogondoutchi ist der Sitz der Sarraounia, einer traditionellen Herrscherin und spirituellen Anführerin. Die wichtigsten Einzelstätten sind der Gerichtsstein Toungouma, der Azna-Kultplatz Jakouda, die Grablege der Herrscherinnen, das Schlachtfeld der Mission Voulet-Chanoine von 1899 und der Wohnsitz der Sarraounia.             |
| Giraffenzone                                  | Giraffenzone                                                        | 2006 | N   | 5047 | Die 840 km2 große Zone ist das letzte Gebiet Westafrikas mit freilebenden Giraffen. Bei den Tieren handelt es sich um die Unterart der Westafrikanischen Giraffe (Giraffa camelopardalis peralta). Sie besiedeln das Gebiet von Kouré und des nördlichen Dallol Bosso. Die Vegetation ist hier durch Baum- und Buschsavannen charakterisiert.                          |
| (weitere Bilder)                              | Termit-Massiv                                                       | 2006 | N   | 5048 | Das Termit-Massiv befindet sich in der Region Zinder und erreicht eine Höhe von 710 m. Es schließt an das Tal Dilia an. Die Tier- und Pflanzenwelt weist Elemente der Sahara und der Sahelzone auf. Bedeutend sind insbesondere die Populationen der vom Aussterben bedrohten Mendesantilopen und Damagazellen.                                                        |
| (weitere Bilder)                              | Gadabédji-Reservat                                                  | 2006 | N   | 5049 | Das 1955 eingerichtete Gadabédji-Reservat liegt in der Sahelzone am Rand der Sahara. Es erstreckt sich über eine Fläche von 68.000 Hektar. Zur Tierwelt zählen Restpopulationen von Dorkasgazellen, ferner Husarenaffen, Schakale, Fenneks und verschiedene Reptilien sowie Ohrengeier, Sperbergeier, Nubiertrappen und weitere Vogelarten.                            |
|                                               | Geschützte Wälder der Region Agadez                                 | 2006 | N   | 5050 | Im Departement Tchirozérine der Region Agadez stehen 50 Waldgebiete unter Schutz. In einer von hyperaridem Klima geprägten Region gelegen, bieten sie wichtige pflanzliche Ressourcen. Die hier gedeihenden Doumpalmen dienen der Herstellung von Matten und Seilen sowie der Gewinnung eines süßen Mehls.                                                             |
| (weitere Bilder)                              | Mare d’Ossolo                                                       | 2006 | N   | 5051 | Die Mare d’Ossolo oder N’Solo ist eine semipermanente Wasserstelle nordwestlich der Stadt Téra. Sie wird vom Fluss Dargol durchflossen. In einem Gebiet von 9000 Hektar um die Wasserstelle gibt es eine reichhaltige Flora mit über 100 Pflanzenarten. Zu den hier lebenden Säugetieren zählen Rotstirngazellen, Südafrikanische Springhasen und Grauhörnchen.        |
| (weitere Bilder)                              | Nigrischer Teil des Tschadsees (Lage)                               | 2006 | N   | 5052 | Niger ist einer von vier Anrainerstaaten des Tschadsees. Der nigrische Teil liegt im Departement N’Guigmi. Der Tschadsee weist besonders beim Fischbestand eine hohe Biodiversität auf. Die Wasserfläche ist großen Schwankungen unterworfen und ist zuletzt in den 1970er und 1980er Jahren stark zurückgegangen.                                                     |
| Der Niger-Fluss, die Inseln und das Tal       | Der Niger-Fluss, die Inseln und das Tal                             | 2006 | N   | 5053 | |
|                                               | Archäologische Stätten im Nationalpark W                            | 2006 | K   | 5054 | Vorgeschlagen ist eine zusätzliche Auszeichnung des als Naturerbe deklarierten Nationalparks W als Kulturerbe. Im Flusstal der Mékrou befinden sich etwa sechzig Fundstätten aus dem Acheuléen, der Alt- und der Jungsteinzeit sowie Nachweise einer frühen Metallurgie. Zahlreiche Ortsnamen korrespondieren mit Mythen und Legenden.                                 |
| Naturschutzgebiet Aïr und Ténéré              | Naturschutzgebiet Aïr und Ténéré                                    | 2006 | K   | 5055 | Das Weltnaturerbe Naturschutzgebiet Aïr und Ténéré (Ref. 573) soll zusätzlich als Weltkulturerbe deklariert werden. In dem 77.360 km2 großen Gebiet befinden sich seit der Jungsteinzeit geschaffene prähistorische Felsbilder mit Darstellungen von Tieren und Alltagsszenen.                                                                                         |
| Dinosaurier-Lagerstätten                      | Dinosaurier-Lagerstätten                                            | 2006 | N   | 5056 | mit den Fundorten Tillia, In Abangharit, Gadoufaoua und In Gall-Marandet |
| (weitere Bilder)                              | Geschützter Wald, Madarounfa-See und die Gräber der 99 Heiligen     | 2006 | K/N | 5057 | Das Ensemble umfasst den 830 Hektar großen Geschützten Wald von Madarounfa, den etwa 800 Hektar großen Madarounfa-See und die am und im See gelegenen Gräber der 99 Heiligen, ein islamisches Kulturdenkmal. Es liegt in der Gemeinde Madarounfa im Süden des Landes.                                                                                                  |
| Die Kulturlandschaft rund um den Tschadsee    | Die Kulturlandschaft rund um den Tschadsee                          | 2018 | K/N | 6360 | Es handelt sich um eine transnationale Bewerbung von Kamerun, Niger, Nigeria und Tschad. Der nigrische Teil des Tschadsee steht bereits auf der Tentativliste. |